# Pantilema angustum
Pantilema angustum là một loài bọ cánh cứng trong họ Cerambycidae.